# Colegiul Național Unirea din Târgu Mureș
Colegiul Național „Unirea”  (în maghiară Egyesülés Főgimnázium) este un liceu teoretic, cu profil real și uman, din Târgu Mureș. Instituția își desfășoară activitatea în clădirea Liceului Romano-Catolic din Târgu Mureș.

## Istoric
În 1948, în contextul naționalizării instituțiilor de educație aflate în proprietatea cultelor religioase din România, Liceul Romano-Catolic din Târgu Mureș a fost transformat în liceu de stat pentru fete și a funcționat sub numele de Liceul Maghiar de Fete. În anul 1962 au fost mutate în liceu clase cu limba de predare în română. După desființarea Regiunii Autonome Maghiare în anul 1968 numele liceului a fost schimbat în Unirea. Unitatea de învățământ a continuat să aibă până la reînființarea Liceului Romano-Catolic în anul 2014 atât învățământ în limba maghiară, cât și în limba română.
În anul 2000 liceul a obținut titulatura de unitate școlară reprezentativă și a primit denumirea de colegiu.
În anul 2005 Guvernul României condus de Călin Popescu Tăriceanu (PNL) a restituit clădirea către Arhiepiscopia Romano-Catolică de Alba Iulia, ceea ce a stârnit nemulțumirea primarului Dorin Florea (PDL), care a atacat în contencios administrativ decizia de retrocedare. Instanțele de judecată au dat câștig de cauză proprietarului.
În anul 2009 primarul Dorin Florea s-a plâns că Arhiepiscopia Romano-Catolică investește prea puțin în clădire și că prin aceasta pune în pericol viața elevilor. Arhiepiscopia a replicat că paragina în care se află liceul nu i se datorează ei, ci posesorilor de până acum. Inspectoratului școlar al județului Mureș a afirmat că nu se pune problema efectuării unor investiții în repararea sau modernizarea imobilului, deoarece nu poate investi fonduri pentru întreținerea și repararea unor imobile retrocedate.